# Мішель Робер (вершник)
Мішель Робер (фр. Michel Robert, 24 грудня 1948) — французький вершник.
Бронзовий призер Олімпійських Ігор 1988 (командний конкур), 1992 (командний конкур) років.